# Bdelyrus ashei
Bdelyrus ashei är en skalbaggsart som beskrevs av Cook 2000. Bdelyrus ashei ingår i släktet Bdelyrus och familjen bladhorningar. Inga underarter finns listade.